# Violursäure
Violursäure ist eine organische Verbindung. Sie kristallisiert als weißes oder cremefarbenes Monohydrat. 

## Darstellung
Violursäure wurde von Adolf von Baeyer durch Reaktion von Barbitursäure mit Salpetriger Säure hergestellt. Sie kann auch durch Kondensation von Alloxan mit Hydroxylamin hergestellt werden, wie es typisch für die Bildung von Oximen aus anderen Carbonylverbindungen ist.

## Eigenschaften
Violursäure hat die Formel HON=C(CONH)2CO. Sie bildet farblose bis hellgelbe Kristalle, die in Wasser unter Bildung einer violetten Lösung löslich sind.

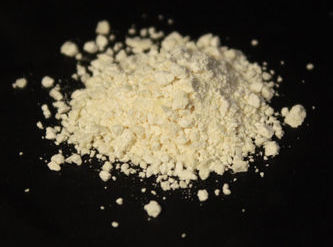
Violursäure-Monohydrat

Die Verbindung deprotoniert leicht und ergibt Salze des Anions [ON=C(CONH)2CO]−, welche oft intensiv farbig sind.
Auch die meisten Derivate der Violursäure bilden mit vielen Metallen und Stickstoffbasen intensiv farbige Salze. Mit einer Eisen(III)-chloridlösung gibt die Verbindung eine blaue Färbung.

## Verwendung
Violursäure und viele ihrer Derivate, wie Thioviolursäure, 1,3-Dimethylviolursäure und Diphenylthioviolursäure, wurden in der Vergangenheit als analytische Reagenzien für die spekrophotometrische Bestimmung und Titration verschiedener Metalle und Metallionen verwendet. Es wurde auch als Färbe-/Sprühmittel für die anorganische Papierchromatographie verwendet, um Metalle anhand ihrer Farbe zu identifizieren und zu trennen.

Struktur des Eisenkomplexes mit drei Violursäure-Liganden.

Aufgrund der charakteristischen und vielfältigen Farben, die bei der Salzbildung mit Alkalimetallen entstehen, wurde Violursäure photometrisch zur Bestimmung des Natriumgehalts im Blutserum verwendet.
Violursäure wird auch zur photometrischen Bestimmung von Cobalt sowie zum Nachweis chromatographisch getrennter Metall-Kationen wie Kupfer oder Alkalimetalle durch intensiv gefärbte Chelate verwendet.